# 尊敬的
「The Honourable」（譯作「尊敬的」、「可敬的」，縮寫為「The Hon.」、「Hon.」或「The Hon'ble」）是一種對某位人士的敬語，為尊稱的一種。

## 英聯邦國家用途

### 英國

#### 獲得
在英國，所有子爵和男爵的子女（包括終身貴族的子女，但不包括非貴族法官「Lords」的子女）以及伯爵的次子皆擁有此前綴。此尊稱只是一個禮儀稱號，但在法律文件中可被稱為「約翰·史密斯紳士，通常被稱為尊敬的約翰·史密斯閣下」（John Smith, Esq., commonly called The Honorable John Smith）。因為貴族的妻子及兒子都可以享有貴族的敬稱，所以擁有「The Honourable」敬稱之妻子以及已嫁出的女兒亦可享有此稱號。
此外，宮廷女官榮譽之女一生亦擁有此敬稱。
有些人因為他們擔任某些職位擁有這個敬稱，於規例下部分擁有者於退休後仍可享有此敬稱。
- 高等法院以及英聯邦上級法院的法官（但如果其擁有騎士稱號則以爵士「Sir」稱之）
- 各英聯邦國家行政會議及加拿大樞密院（其中包括內閣）之成員
- 各英聯邦國家立法機關成員；如實行兩院制則只用於上議院成員
- 君主代表

獲皇家認證的公司，例如：
- 尊敬的東印度公司

獲皇家認證的軍事單位，例如：
- 尊敬的砲兵連隊（英语：Honorable Artillery Company）

#### 使用
「The Honourable」通常用於信封封面上，通常被縮寫為「The Hon」。在正式場合中，當「Mr」（先生）或「Esquire」（紳士）被省略時則以「The Honourable」代替，但在說話中則多數使用「Mr」。
在英國下議院，議員會在禮儀上以「尊敬的成員」（My Honourable Friend）或（The Honourable Gentleman/Lady）互相稱呼，但在書寫時則無需使用敬稱。如議員為神職人員則稱為「尊敬的教士成員」（The Honourable and Reverend member）；議員為大律師時則稱為「尊敬且知識淵博的成員」（The Honourable and Learned member）；軍人及退伍軍人則稱為「尊敬且英勇的成員」（the Honourable and Gallant member）。樞密院顧問官則在口頭及書面上皆有「非常尊敬的」（The Right Honourable，縮寫：The Rt Hon.）作前綴，但口頭通常只於英國國會內。
當一個人擁有「非常尊敬的」或「十分尊敬的」敬稱，他們則會以這些敬稱代替「The Honourable」。

### 馬來西亞
在馬來西亞，以下人士擁有「尊敬的」敬稱。
- 國會上議院議員
- 國會下議院議員
- 各州立法議會議員
- 柔佛皇冠勳章（SPMJ）的佩戴者

### 孟加拉国
在孟加拉国，主要官員和國會議員均擁有「Honourable」敬稱，而總理及總統則分別擁有「The Honourable」和「His/Her Excellency」（閣下）的敬稱。

### 萬那杜
在萬那杜，國會議員擁有「Honourable」的敬稱。

## 非英聯邦國家/地區用途

### 香港
在香港，以下人士擁有「The Honourable」尊稱，多數在英語中使用。
- 香港特別行政區行政長官
- 立法會主席、議員及秘书长
- 行政會議成員，包括政務司司長、財政司司長、律政司司長和其他主要官員等官守成員
- 終審法院法官
- 高等法院上訴法庭法官
- 高等法院原訟法庭法官
- 大紫荊勳章獲勳者

### 中華民國
在中華民國，以下人士擁有「The Honourable」尊稱，多數在英語中使用。
- 立法院院長、副院長[6]